# 노준규
노준규(1992년 9월 25일 ~ )는 대한민국의 전 스타크래프트, 스타크래프트 II 프로게이머이다. BrAvO라는 아이디를 사용하며, 종족은 테란이다. 이전에는 hon_sIn이라는 아이디를 사용했다.

## 개요
2009년 상반기 드래프트에서 웅진 스타즈의 1차 지명으로 입단하였다.
2009 엘리트 학생복 스쿨리그 결승전에서 자신의 학교인 원미고가 0 : 2 로 패배 위기에 있을 때 대장카드로 출전해 역올킬을 기록. 3:2로 원미고의
우승에 큰 역할을 해냈다.
2012년 프로리그에서 김택용을 잡아내면서 위클리 MVP를 수상하며 엄청난 파란을 불어 일으켰다.
2013년 10월 1일 웨이버 선수로 공시되면서 무소속 신분이 되었고 10월 15일 SK텔레콤 T1에 영입되었다.
2014년 9월 25일 SK텔레콤 T1은 보도자료를 통해 2014년 9월 30일자로 노준규와의 계약을 종료한다고 밝혔다.
2014년 11월 13일 삼성 갤럭시 칸은 보도자료를 통해 노준규를 영입한다고 밝혔다.
2016년 10월 삼성 갤럭시의 스타크래프트 II 종목 팀 해체로 무소속 신분이 되었다.
2017년 1월 송병구의 아프리카tv 방송에 출연했었는데 스타2는 은퇴했다고 밝혔다. 이후 아프리카tv 방송을 시작했다.

## 특징
개그맨 정형돈을 닮은 외모로 '항도니테란'이라는 별명이 있다. 화났을 때 짓는 '빡돈' 표정은 무한도전에서 보여주는 미친존재감 항도니와 유사하다.

## 수상 경력

### 스타크래프트
- 2009년 제43회 커리지매치 입상
- 2009년 엘리트 학생복 스쿨리그 우승 (원미고)

### 스타크래프트 II
- 2012년 핫식스 2012 글로벌 스타크래프트 II 리그 시즌 5 Code A 48강
- 2014년 2014 WCS 코리아 시즌 1 핫식스 글로벌 스타크래프트 II 리그 코드 A 48강
- 2015년 2015 스베누 글로벌 스타크래프트 II 리그 시즌 2 코드 A 48강
- 2016년 2016 핫식스 글로벌 스타크래프트 II 리그 시즌 1 코드 A 60강
- 2016년 2016 핫식스 글로벌 스타크래프트 II 리그 시즌 2 코드 A 48강